# Remedios Cervantes
Remedios Cervantes (Malaga, 1964) è una modella spagnola, eletta Miss Spagna nel 1986.

## Biografia
Prima di partecipare a Miss Spagna, la ventiduenne Remedios Cervantes aspirava a diventare un'attrice. Infatti dopo aver ottenuto il titolo, Remedios Cervantes ha studiato Arte Drammatica per poter poi lavorare in produzioni cinematografiche, teatrali e televisive, istituendo anche una propria compagnia teatrale. Nel 1995 ha  e pubblicato il libro Dietro lo specchio. Dopo Miss Spagna, la Cervantes ha partecipato anche a Miss Mondo 1986 e Miss Universo 1987.